# Xipholena
Xipholena – rodzaj ptaków z podrodziny bławatników (Cotinginae) w rodzinie bławatnikowatych (Cotingidae).

## Występowanie
Rodzaj obejmuje gatunki występujące w Ameryce Południowej.

## Morfologia
Długość ciała 18,8–23,0 cm; masa ciała samic 56–76 g, samców 58–76,4 g.

## Systematyka

### Etymologia
Xipholena: gr. ξιφος xiphos „miecz”; λαινα laina „płaszcz”.

### Podział systematyczny
Do rodzaju należą następujące gatunki:
- Xipholena punicea (Pallas, 1764) – palmożer amarantowy
- Xipholena lamellipennis (Lafresnaye, 1839) – palmożer białosterny
- Xipholena atropurpurea (zu Wied-Neuwied, 1820) – palmożer białoskrzydły